# Kjell-Åke Johansson
Kjell-Åke Johansson, även Kjell Johansson, född 30 november 1955, är en svensk man dömd till livstids fängelse för mord.

## Biografi
Johansson dömdes 1986 till fyra års fängelse efter att ha torterat två av sina styvbarn, födda åren 1983 och 1985.
År 1990 blev Johansson återigen dömd för grova våldsbrott, denna gång sedan han torterat ett 10 månader gammalt spädbarn till döds. Även i detta fall var Johansson offrets styvfar. Johansson dömdes till sex års fängelse för grov misshandel och grovt vållande till annans död efter att han förorsakat det 10 månader gamla spädbarnets död.
År 2002 dömdes han till livstids fängelse sedan han torterat Birgitta Lönnhager, då 43 år gammal, under en längre tid, tills hon dog den 27 maj 2002. Efter att Lönnhager hade avlidit tvingade han hennes fästman att bränna upp kroppen och att ta på sig skulden för mordet.
Johansson ansökte den 9 juni 2013 vid Örebro tingsrätt om att få sitt straff tidsbestämt. Han meddelade dagen efter att ansökan inkom till tingsrätten att han ångrat sig och avsåg återkomma nästkommande år eftersom han ville komplettera den med ytterligare intyg och utlåtanden.
År 2017 ansökte han åter om att få sitt straff tidsbestämt. Detta avslogs med bland annat följande motivering:
| ” | I sitt utlåtande har Rättsmedicinalverket redovisat den sammantagna bedömningen att risken för Kjell-Åke Johansson återfaller i våldsbrottslighet är hög på en tregradig skala (låg/medel/hög). Rättsmedicinalverket har beträffande risken för återfall i våldsbrottslighet särskilt pekat på Kjell-Åke Johanssons psykiska problem samt hans normbrytande beteende i tonåren, hans allvarliga missbruksproblematik, hans bristfälliga förankring på den ordinarie arbetsmarknaden, hans kriminella mångfald och hans återfall i synnerligen grov våldsbrottslighet. | „ |